# Reinhold Gerstetter

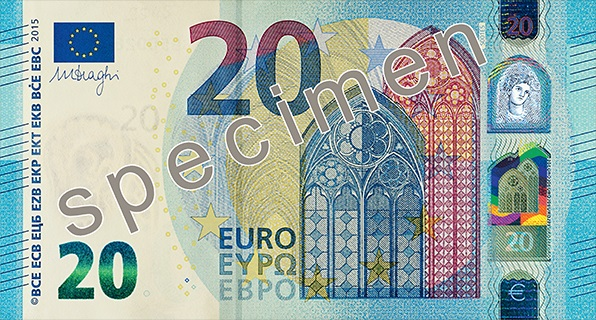
Billete de 20 euros de la serie Europa, cuyo diseño fue realizado por Reinhold Gerstetter.

Reinhold Gerstetter (Leonberg, 18 de octubre de 1945) es un artista, litógrafo y diseñador gráfico alemán. Es conocido por sus trabajos en billetes de banco y sellos para diversas instituciones. En este ámbito destaca por ser el responsable del rediseño de la segunda edición de los billetes de euro, conocida como serie Europa.

## Biografía

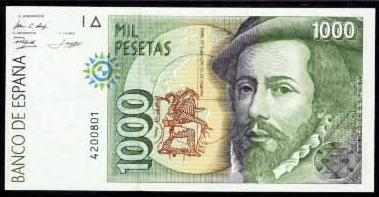
Billete de 1000 pesetas emitido entre 1992 y 2002, obra de Reinhold Gerstetter.

Reinhold Gerstetter estudió diseño gráfico en la Academia Estatal de Bellas Artes de Stuttgart y en los años posteriores desarrolló su trabajo en el ámbito de la gráfica publicitaria en Londres, Haifa y Berlín. Entre 1979 y 2002 trabajó para la Bundesdruckerei (Imprenta Federal de Alemania), donde se desempeñó como diseñador de sellos y estampillas, habiendo realizado encargos también para otros países como Israel, Bolivia y Perú.
En 1987 se eligió el diseño de Gerstetter para la cuarta y última serie de billetes de marco alemán, que permaneció en circulación entre 1990 y 2002. Poco tiempo después fue elegido ganador del concurso convocado por el Banco de España para los diseños de los billetes de 1.000 y 5.000 pesetas, los cuales se emitieron en 1992 y circularon hasta su desaparición en 2002.
Gerstetter también presentó una propuesta para el diseño de los billetes de euro a principios de la década del 2000. Su propuesta no fue la que se eligió como definitiva, optando finalmente por la obra del diseñador austriaco Robert Kalina. 
Sin embargo, Reinhold  Gerstetteren fue contratado en mayo de 2013 por el Banco Central Europeo para la segunda edición de billetes de euro, conocida como «Serie Europa». En este caso, se trataba de un rediseño que toma como base e inspiración el original de Kalina.